# Portret księdza Jana Jasiaka (obraz Jacka Malczewskiego)
Portret księdza Jana Jasiaka – obraz olejny namalowany przez Jacka Malczewskiego w roku 1925. Znajduje się w zbiorach Muzeum Narodowego w Krakowie (nr inw.: MNK II-b-104). Obraz sygnowany przez autora "JMalczewski/1925/Luty".

## Opis obrazu
Obraz przedstawia księdza Jana Jasiaka, w latach (1918–1932) proboszcza parafii w Zakliczynie, spowiednika Jacka Malczewskiego. Dzięki jego staraniom w zakliczyńskim kościele ukończono budowę wieży oraz doposażono kościół. W tle widzimy aniołów z rybacką siecią i biblijnego Tobiasza. Artysta namalował portret podczas pobytu w Lusławicach.

## Udział w wystawach
- Życie w błędnym kole - twórczość Jacka i Rafała Malczewskich, 2018-04-27 - 2018-08-05; Muzeum Okręgowe w Nowym Sączu Instytucja Kultury Województwa Małopolskiego
- Dekoracja czytelni głównej w nowym gmachu biblioteki Wyższej Szkoły Biznesu w Nowym Sączu, 2002-03-01 - 2002-11-04; Wyższa Szkoła Biznesu National-Louis University
- Jacek Malczewski (1854 - 1929). W 150. rocznicę urodzin i 75. rocznicę śmierci, 2004-09-19 - 2005-03-06; Muzeum im. Jacka Malczewskiego w Radomiu
- Jacek Malczewski (1854 - 1929). W 150. rocznicę urodzin i 75. rocznicę śmierci / II edycja, 2005-03-11 - 2005-07-03; Zamek Książąt Pomorskich w Szczecinie
- Jacek Malczewski (1854-1929). Malarstwo i rysunek, 2011-06-20 - 2011-10-20; Muzeum Miejskie Suchej Beskidzkiej
- W zaczarowanym świecie Jacka Malczewskiego, 2012-10-05 - 2012-11-18; Centrum Kultury i Sportu w Krzeszowicach
- Jacek Malczewski w obrazach mniej znanych, 2007-05-18 - 2007-06-21; Muzeum Okręgowe w Rzeszowie Muzeum Rejestrowane
- Jacek Malczewski w obrazach mniej znanych / II edycja, 2007-07-01 - 2008-08-30; Muzeum w Jarosławiu, Kamienica Orsettich
- Jacek Malczewski w obrazach mniej znanych / III edycja, 2007-09-16 - 2007-11-18; Muzeum Kresów w Lubaczowie[3]